# Richard Aldington
Richard Aldington (8. července 1892 Portsmouth, Anglie – 27. července 1962 Sury-en-Vaux, Francie) byl britský básník a spisovatel. Narodil se jako syn advokáta. Je znám jako autor básní o první světové válce. V roce 1929 napsal román Death of a Hero (Smrt hrdiny) a v roce 1955 kontroverzní knihu Lawrence of Arabia: A Biographical Inquiry (Lawrence z Arábie: Životopisné informace). Za biografii Arthur Wellesley, 1. vévoda z Wellingtonu z roku 1946 dostal cenu James Tait Black Memorial Prize.

## Životopis
Aldington se narodil v anglickém městě Portsmouth, studoval na Dover College a na University of London. Pro tíživou rodinou finanční situaci nedokončil studia a titul nezískal. V roce 1911 se setkal s básnířkou Hildou Doolittle a o dva roky později se s ní oženil. V roce 1928 odešel do Paříže, kde žil s Brigit Patmorovou. V Paříži se v témže roce setkal s Nancy Clarou Cunard, která ho velmi fascinovala. Po rozvodu v roce 1938 se oženil s Nettou McCullough, jež byla Brigitinou snachou. Jeho kniha Death of a Hero (Smrt hrdiny), publikovaná v roce 1929, byla jeho literární reakcí na válku. Lawrence Durrell knihu označil za "nejlepší válečný román této epochy". Román napsal během svého pobytu na ostrově Port-Cros v Provence. V roce 1930 publikoval lascivní překlad The Decameron. V roce 1933 vydal román All Men are Enemies (Všichni muži jsou nepřátelé), ve kterém se Adington znovu postavil proti válce.
V roce 1942 se se svou novou manželkou Nettou Patmore přestěhoval do USA a začal psát životopisy. První byla kniha Wellington, pojednávající o životě vévody Arthura Wellesleyho, 1. vévody z Wellingtonu, vydaná roku 1943. Následovaly práce o Davidu Herbertu Lawrencovi Portrait of a Genius, But... (Portrét génia, ale...) z roku 1950, biografie o Robertu Louisi Stevensonovi Portrait of a Rebel (Portrét rebela) z roku 1957 a životopis Thomase Edwarda Lawrence Lawrence of Arabia (Lawrence z Arábie) z roku 1957. Kniha o Lawrencovi způsobila po publikování skandál, vyvolala okamžitý odpor a také mnoho kontroverzních tvrzení. Aldington jako první veřejně oznámil skutečnost, že Lawrence byl nelegitimní, a také tvrdil, že Lawrence byl homosexuál. Lawrence žil celý život v celibátu a jeho homosexualita byla zpochybněna i některými jeho blízkými přáteli, z nichž někteří byli homosexuálové. Také popsal Lawrence jako lháře, šarlatána a drzého mýtomana. Tato prohlášení poškodila Lawrenceovu pověst a teprve později, když byly zveřejněny důvěrné vládní spisy o Lawrenceově kariéře, bylo možno ověřit míru pravdivosti Aldingtonových tvrzení. Aldingtonova pověst se už nikdy zcela nezotavila z toho, co bylo označeno za jedovatý útok na pověst T. E. Lawrence. Mnoho lidí věřilo, že Aldingtonovo utrpení v krvavé válečné lázni Evropy během první světové války způsobilo jeho negativní postoj k Lawrenceově vynikající pověsti, kterou si získal na Středním východě.
Od roku 1958 žil Aldington v Sury-en-Vaux departement Cher ve Francii. Zemřel v Sury dne 27. července 1962, krátce poté, co se mu dostalo poct v Moskvě u příležitosti jeho sedmdesátých narozenin a publikování některých jeho románů v ruském překladu. On však neschvaloval komunistickou stranickou linii a Rusům se nepodařilo přesvědčit ho, aby je podpořil. Jeho politika se ve skutečnosti pohybovala daleko doprava, ale po jeho knize o T. E. Lawrencovi pociťoval ochlazení v očích britské veřejnosti.

## Imagisté
Aldingtonova poezie byla spjata se skupinou Imagistů a jeho poezie tvoří téměř třetinu inaugurační antologie Imagistů Des Imagistes (1914). Termín imagistes ve skutečnosti vymyslel pro Hildu Doolitle a Aldingtona v roce 1912 Ezra Pound. Aldingtonova poezie byla tehdy nekonečným volným veršem. Později měly jeho verše kadence dlouhé a smyslné, jeho básnické obrazy byly vyvážené ornamentem. Byl jedním z básníků kolem skupiny proto-Imagist Thomase Ernesta Hulmeho; Robert Ferguson ve svém portrétu Hulmeho života vykresluje Aldingtona jako příliš přecitlivého. Neschvaloval Holmeho robustní přístup k ženám. Avšak sdílel s Hulmem přesvědčení, že experimentování s tradičními japonskými básnickými formami může ukázat cestu anglické avantgardní literatuře. Často chodil do Britského muzea a zkoumal japonské tisky Nišiki-e, které byly vytvářeny jako ilustrace k japonské poezii. Dobře se znal s Wyndhamem Lewisem. V té době posuzoval jeho práci v časopise The Egoist. V té době byl také spolupracovníkem Forda Madoxe Forda, v roce 1914 mu pomáhal s propagačním materiálem pro vládní komisi. V roce 1915 se Aldington s manželkou přestěhovali do Londýna do blízkosti Ezry Pounda, Dorothy Shakespearové, Davida Herberta Lawrence a Friedy Lawrenceové. Jejich vztah se upevnil společnými romantickými idejemi a také mrtvě narozeným dítětem. Aldington diktoval také The Good Soldier, když Hilda zjistila, že dílo je příliš trýznivé. Mezi roky 1914 a 1916 byl literárním editorem a redaktorem periodika The Egoist spolu s Leonardem Compton-Rickettem pod vedením Dory Marsdenové. Hariet Monroeová, americká literární kritička, považovala Choricos za nejlepší Aldingtonovu báseň, za jednu z nejkrásnějších básní o smrti v anglickém jazyce. Rozdíl mezi skupinami Imagist a Futurist byl částečně definován Aldingtonovým kritickým nesouhlasem s poezií Filippa Marinettiho.

## První světová válka a následky
Aldington se připojil k britské armádě v roce 1916 během první světové války a byl zařazen do Royal Sussex Regiment v listopadu 1917. Byl zraněn na západní frontě. Ze svých zranění se nikdy plně nezotavil a pravděpodobně trpěl tehdy neuznávaným syndromem posttraumatické stresové poruchy. V roce 1919 po narození dcery se Aldington a Hilda Doolittle pokoušeli obnovit jejich manželství, které bylo narušeno Hildinými vztahy, které měla v době, kdy byl Aldington ve válce. V té době měla Hilda vztah s Cecilem Grayem, přítelem spisovatele D. H. Lawrence. Poté navázala vztah se spisovatelkou a básnířkou z bohaté rodiny Bryher, vlastním jménem Annie Winifred Ellerman, se kterou žila v otevřeném vztahu do konce svého života. H. D. a Aldington se formálně oddělili a navázali jiné vztahy, ale rozvedli se až v roce 1938. Přáteli zůstali až do smrti.

## Vztah s T. S. Eliotem

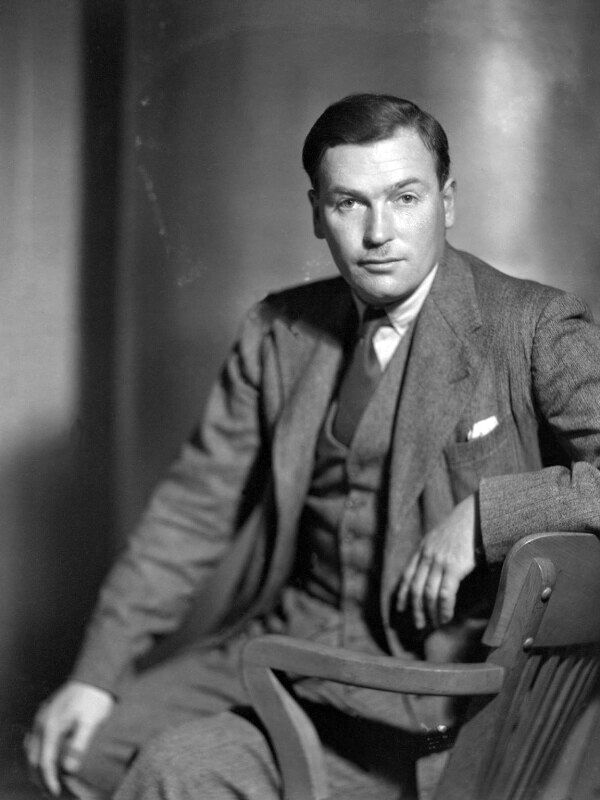
Richard Aldington na snímku Howarda Costera, 1931

Aldington pomáhal T. S. Eliotovi praktickým způsobem. Přesvědčil Harrietu Shaw Weaverovou, aby jmenovala Eliota jeho zástupcem v periodiku The Egoist (pomáhal Poundovi), a později v roce 1919 doporučil Bruce Richmonda z The Times Literary Supplement, pro který recenzoval francouzskou literaturu. Byl v redakční radě s Conradem Aikenem, T. S. Eliotem, W. Lewisem a Aldousem Huxleyem z londýnského literární čtvrtletníku Coterie novináře Chamana Lalla, který vycházel v letech 1919–1921. S lady Ottoline Morrellovou, Leonardem Woolfem a Harrym Nortonem se podílel na iniciativě Ezra Poundy, která měla dostat Eliota z banky (Eliot měl práci na mezinárodním oddělení londýnské banky Lloyd's, a jeho přátelé chtěli dosáhnout toho, aby tam přestal pracovat a věnoval více času psaní poezie.) Vydáním A Fool i' the Forest (Blázen v lese) z roku 1924 Aldington upozorňoval na nový styl poezie iniciovaný Eliotovou básní The Waste Land. V té době byl vydáván například v The Chapbook. V roce 1925 se Adlington zhroutil, neboť z finančních důvodů velmi pracoval. Ztratil zájem o poezii a záviděl Eliotovi jeho slávu celebrity. Aldingtonová se stala podporovatelkou Vivienne Eliotové, manželky T. S. Eliota. Svého manžela nemilosrdně satirizovala, použila ho jako předobraz postavy Jeremy Cibber v románu Stepping Heavenward z roku 1931. Aldington v té době žil s Arabellou Yorke (skutečné jméno Dorothy), milenkou, která bydlela v Londýně na Mecklenburgh Square. Byl to dlouhý a vášnivý vztah, který skončil, když Aldington v roce 1928 odešel do zahraničí.

## Divoký styl a zatrpklost
Aldington býval velmi kritický. Obvinil georgiánské básníky, že jsou regionální ve svém pohledu a malí ve své lásce. Udělali si výlet na krátký víkend do malé chalupy, kde napsali malou báseň na malé téma. Poskytl však pomoc i podporu jiným literárním osobnostem, dokonce i osobám, jako byl alkoholik Harold Edward Monro, k jehož práci byl nejvíce kritický. Alec Waugh ho popsal jako zahořklého z války. Ze svého splínu se vypsal v románech jako The Colonel's Daughter (Dcera plukovníka) z roku 1931. Jeho romány ve skutečnosti obsahovaly poněkud zahalené, znepokojující portréty některých jeho přátel (T. S. Eliot, D. H. Lawrence, zvláště Ezra Pound). Jejich přátelství takové zobrazení ne vždy přežilo. Lyndall Gordon charakterizuje jeho popis Eliota v memoárech Life for Life's Sake (Život za život) z roku 1941 jako jízlivý. Jako mladý muž si užíval kritiky Williama Butlera Yeatse, ale zůstal v s ním v dobrých vztazích a později ho navštívil v Rapallu. Jeho nekrolog v časopise The Times v roce 1962 ho popsal jako rozzlobeného mladého muže ještě předtím, než se to pro další generaci stalo módním a kdo zůstal až do konce rozzlobeným starým mužem.
Žil v Provence, Montpellier, Aix-en-Provence a Sury-en-Vaux. Je pohřben na místním hřbitově v Sury. Dne 11. listopadu 1985 a je jmenován mezi 16 básníků, píšících o válce. Připomíná je nápis na břidlicovém kameni odhalený jako pocta básníkům píšících o válce ve Westminsterském opatství.

## Dílo
- Images (1910–1915) The Poetry Bookshop, London (1915) & (historical reproduction by Bibliobazaar ISBN 978-1-113-27518-9) 2009
- Images – Old and New Four Seas Co., Boston (1916) & (historical reproduction by Bibliobazaar ISBN 978-1-113-39283-1) 2009
- The Poems of Anyte of Tegea (1916) translator
- Images of Desire (Elkin Mathews, 1919) & (historical reproduction by Bibliobazaar) ISBN 978-1-115-45071-3) 2009
- Images of War Beaumont Press, London (1919) & (historical reproduction by Bibliobazaar) ISBN 978-1-171-58428-5) 2009
- War and Love: Poems 1915–1918 (1919)
- Greek Songs in the Manner of Anacreon (1919) translator
- A Book of 'Characters' from Theophrastus, Joseph Hall, Sir Thomas Overbury, Nicolas Breton, John Earle
- Hymen (Egoist Press, 1921) with H. D.
- Medallions in Clay (1921)
- The Good-Humoured Ladies: A Comedy by Carlo Goldoni (1922) translator, with Arthur Symons
- Exile and Other Poems (1923)
- Literary Studies and Reviews (1924) essays
- Sturly by Pierre Custot (1924) translator
- The Mystery of the Nativity: Translated from the Liegeois of the XVth Century (Medici Society, 1924) translator
- A Fool i' the Forest: A Phantasmagoria (1924) poem
- Voltaire (1925)
- French Studies and Reviews (1926)
- The Love of Myrrhine and Konallis: and other prose poems (1926)
- Cyrano De Bergerac, Voyages to the Moon and the Sun (1927)
- D. H. Lawrence: An Indiscretion (1927)
- Letters of Madame de Sevigné (1927) translator
- Letters of Voltaire and Frederick the Great (1927) translator
- Candide and Other Romances by Voltaire (1928) translator with Norman Tealby
- Collected Poems (1928)
- Fifty Romance Lyric Poems (1928) translator
- Hark the Herald (Hours Press, 1928)
- Rémy De Gourmont: Selections. (1928) translator
- Death of a Hero: A Novel (1929)
- The Eaten Heart (Hours Press, 1929) poems
- A Dream in the Luxembourg: A Poem (1930)
- The Memoirs and Correspondence of Mme. D'Epinay (1930) translator
- Euripides' Alcestis (1930) translator
- At All Costs (1930)
- D. H. Lawrence: A Brief and Inevitably Fragmentary Impression (1930)
- Last Straws (Hours Press, 1930)
- Medallions from Anyte of Tegea, Meleager of Gadara, the Anacreontea, Latin Poets of the Renaissance (1930) translator
- The Memoirs of Marmontel (1930) editor, with Brigit Patmore
- Roads to Glory (1930) stories
- Tales from the Decameron (1930) translator
- Two Stories (Elkin Mathews, 1930)
- Letters to the Amazon by Rémy de Gourmont (1931) translator
- Balls and Another Book for Suppression (1931)
- The Colonel's Daughter: A Novel (1931)
- Stepping Heavenward: A Record (1931) satire aimed at T. S. Eliot
- Aurelia by Gérard de Nerval (1932) translator
- Soft Answers (1932) five short novels
- All Men Are Enemies: A Romance (1933)
- Last Poems of D. H. Lawrence (1933) edited with Giuseppe Orioli
- Poems of Richard Aldington (1934)
- Women Must Work: A Novel (1934)
- Artifex: Sketches and Ideas (1935) essays
- D. H. Lawrence (1935)
- The Spirit of Place (1935), editor, D. H. Lawrence prose anthology
- Life Quest (1935) poem
- Life of a Lady: A Play in Three Acts (1936) with Derek Patmore
- The Crystal World (1937)
- Very Heaven (1937)
- Seven Against Reeves: A Comedy-Farce (1938) novel
- Rejected Guest (1939) novel
- W. Somerset Maugham; An Appreciation (1939)
- Life for Life's Sake: Memories of a Vanished England and a Changing World, by One Who Was Bohemian, Poet, Soldier, Novelist and Wanderer (1941) memoir
- Poetry of the English-Speaking World (1941) anthology, editor
- A Wreath for San Gemignano (1945) with illustrations by Netta Aldington; sonnets of Folgóre da San Gimignano
- A Life of Wellington: The Duke (1946)
- Great French Romances (1946) novels by Madame De Lafayette, Choderlos De Laclos, the Abbe Prévost, Honoré de Balzac
- Oscar Wilde: Selected Works (1946) editor
- The Romance of Casanova: A Novel (1946)
- Complete Poems (1948)
- Four English Portraits, 1801–1851 (1948)
- Selected Works of Walter Pater (1948)
- Jane Austen (1948)
- Decameron of Giovanni Boccaccio (two volumes) (1949) translator
- The Strange Life of Charles Waterton, 1782–1865 (1949)
- A Bibliography of the Works of Richard Aldington from 1915 to 1948 (1950) with Alister Kershaw
- Selected Letters of D. H. Lawrence (1950) editor
- An Appreciation: D. H. Lawrence, 1885–1930 (1950) also as D. H. Lawrence: Portrait of a Genius But . . .
- The Religion of Beauty: Selections from the Aesthetes (1950) anthology, editor
- Ezra Pound and T. S. Eliot: A Lecture (Peacocks Press, 1954)
- Lawrence L'Imposteur: T. E. Lawrence, the Legend and the Man (1954) Paris edition, later title Lawrence of Arabia, a Biographical Enquiry  (1955)
- Pinorman: Personal Recollections of Norman Douglas, Pino Orioli and Charles Prentice (1954)
- A. E. Housman and W. B. Yeats: Two Lectures (Hurst Press, 1955)
- Introduction to Mistral (1956)
- Frauds (1957)
- Portrait of a Rebel: The Life and Work of Robert Louis Stevenson (1957)
- The Viking Book of Poetry of the English-Speaking World, Volume II (1958) editor
- Larousse Encyclopedia of Mythology (1960) translator with Delano Ames
- Switzerland (1960)
- Famous Cities of the World: Rome (1960)
- A Tourist's Rome
- Richard Aldington: Selected Critical Writing, 1928–1960 (1970) edited by Alister Kershaw
- A Passionate Prodigality: Letters to Alan Bird from Richard Aldington, 1949–1962 (1975) edited by Miriam J. Benkovitz
- Literary Lifelines: The Richard Aldington and Lawrence Durrell Correspondence (1981)
- In Winter: A Poem (Typographeum Press, 1987)
- Austria
- France
- Italy
- The Treason of the Intellectuals La Trahison des Clercs by Julien Benda (1928) translator

## Prameny
- Richard Aldington: An Englishman (1931) Thomas McGreevy
- Richard Aldington by C. P. Snow
- Richard Aldington. An Intimate Portrait (1965), by Alister Kershaw and Frederic-Jacques Temple
- Richard Aldington 1892–1962: A Catalogue of The Frank G. Harrington Collection of Richard Aldington and Hilda H.D. Doolittle (1973)
- The Poetry of Richard Aldington (1974) Norman T. Gates
- A Checklist of the Letters of Richard Aldington (1977), edited by Norman T. Gates
- Richard Aldington, Papers from the Reading Conference. (1987), edited by Lionel Kelly
- Richard Aldington, a biography (1989) Charles Doyle ISBN 0-8093-1566-1
- Richard Aldington: Reappraisals (1990), edited by Charles Doyle
- Richard Aldington: An Autobiography in Letters (1992) edited by Norman T. Gates
- Richard Aldington: Poet, Soldier and Lover 1911–1929 (2014), by Vivien Whelpton. ISBN 978-0-7188-9318-7